# Delitti rock
Delitti rock è stato un programma televisivo italiano di genere documentario e musicale, andato in onda in seconda serata su Rai 2 dal 19 settembre al 23 novembre 2011.
La trasmissione è stata condotta da Massimo Ghini con la collaborazione di Ezio Guaitamacchi. Il programma, che si occupava di raccontare i delitti e le morti misteriose dei famosi personaggi della scena musicale, è la trasposizione televisiva dell'omonimo libro scritto dallo stesso critico rock e pubblicato da Arcana Edizioni nel 2010.
Le storie erano introdotte, narrate e commentate in studio da Massimo Ghini in stile teatrale, alla sua presenza si alternavano i fumetti realizzati da Claudio Sciarrone, i commenti di Ezio Guaitamacchi, le interviste (alcune esclusive) ad esperti e testimoni oculari delle vicende trattate nonché materiale d'archivio proveniente anche dalle teche Rai. Inoltre ad ogni episodio partecipano alcuni ospiti musicali italiani che interpretano i brani più noti di ciascun artista protagonista della puntata.
La sigla di apertura del programma era Voodoo Child (Slight Return) di The Jimi Hendrix Experience.
Il programma è andato in onda in nove puntate più una speciale su Amy Winehouse, come indicato nella sigla.

## Puntate
| Puntata  | Argomento                                                | Data              | Ospite musicale          | Spettatori | Share |
| -------- | -------------------------------------------------------- | ----------------- | ------------------------ | ---------- | ----- |
| 1        | John Lennon - Omicidio di una rockstar                   | 19 settembre 2011 | Alberto Fortis           | 636.000    | 5,26% |
| 2        | Elvis & Jacko - Destini incrociati                       | 26 settembre 2011 | Musica Nuda              | 703.000    | 6,47% |
| 3        | Luigi Tenco - La strana morte di un cantautore           | 3 ottobre 2011    | Mauro Ermanno Giovanardi | 735.000    | 6,37% |
| 4        | Brian Jones - Il mistero della pietra solitaria          | 10 ottobre 2011   | Eugenio Finardi          | 725.000    | 6,71% |
| 5        | Jimi Hendrix - Il figlio del voodoo                      | 17 ottobre 2011   | Alex Britti              | 663.000    | 5,80% |
| 6        | Kurt Cobain - Sacrificio per il nirvana                  | 27 ottobre 2011   | Marlene Kuntz            | 662.000    | 4,61% |
| 7        | Sid & Nancy (Sex Pistols) - I Romeo e Giulietta del punk | 3 novembre 2011   | Enrico Ruggeri           | 522.000    | 3,96% |
| 8        | Janis Joplin - Scacco matto alla regina del Rock         | 10 novembre 2011  | Irene Fornaciari         | 597.000    | 4,00% |
| 9        | Jim Morrison - La misteriosa scomparsa del Re Lucertola  | 16 novembre 2011  | Davide Van De Sfroos     |            | 4,38% |
| Speciale | Amy Winehouse - La ragazza che è morta tre volte         | 23 novembre 2011  |                          | 509.000    | 4,43% |